# Sukranagar
Sukranagar (nep. शुक्रनगर) – gaun wikas samiti w środkowej części Nepalu w strefie Narajani w dystrykcie Chitwan. Według nepalskiego spisu powszechnego z 2001 roku liczył on 1436 gospodarstw domowych i 7637 mieszkańców (3974 kobiet i 3663 mężczyzn).